# Alexander Bain
Alexander Bain. (Aberdeen, 11 de junio de 1818-Aberdeen 18 de septiembre de 1903) fue un filósofo, psicólogo y educador escocés.

## Vida y obra
Alexander Bain aunque provenía de una familia muy humilde económicamente, por su sudor y trabajo logró ser admitido en el colegio de su ciudad natal, luego realizó una brillante carrera universitaria. Alexander Bain en su carácter de filósofo escribió  "positivismo inglés". Se destacó en la aplicación de la filosofía a la psicología;  en 1840 comenzó a colaborar en la Westmisnter Review y conoció a John Stuart Mill con quien mantuvo una prolongada amistad. Fue nombrado profesor en la Universidad de Glasgow, en 1845, aunque al año siguiente declinó ese cargo para dedicarse a escribir. En 1848 se trasladó a Londres donde publicó  Los sentidos y el intelecto (1855) y Las emociones y la voluntad (1859). En 1860 fue nombrado por la Corona británica catedrático de lógica y literatura inglesa en la Universidad de Aberdeen cargo en el cual se mantuvo hasta 1880, en esa época y en su ciudad natal fue cofundador de la revista científica Mind (Mente) al tiempo que fue un renovador de la psicología al hacerle aprovechar los descubrimientos de la fisiología y la patología, siendo un destacado representante del asociacionismo insistió en la actividad espontánea del cerebro y defendió posturas idealistas contra el realismo de Herbert Spencer. Publicó también libros escolares y de divulgación científica.

## Principales libros
- El sentido y el intelecto (1855)

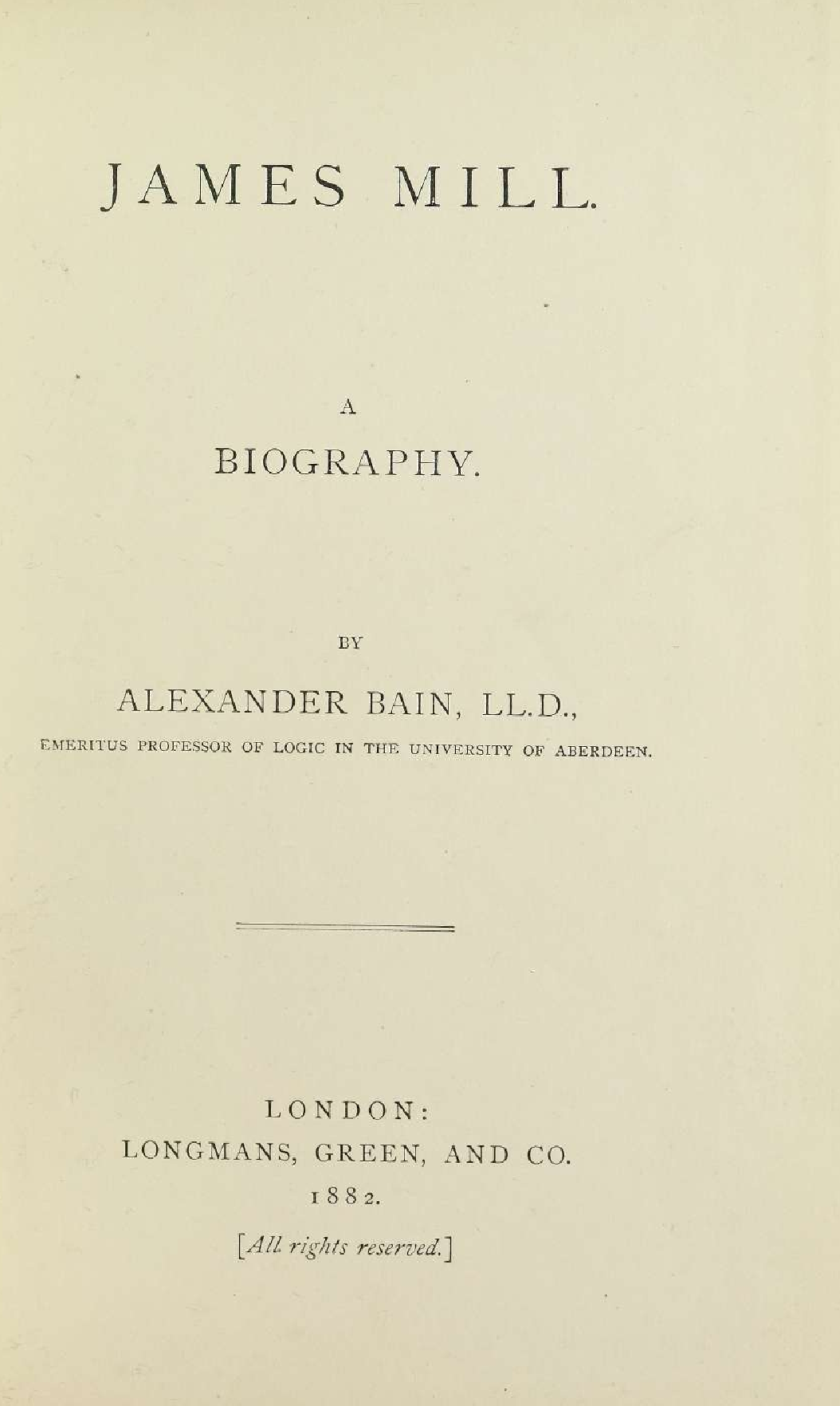
James Mill. A biography, 1882

- Las emociones y la voluntad (1859)
- Estudio del carácter (1861)
- Lógica deductiva e inductiva (1870)
- La mente y el cuerpo (1873)
- La ciencia de la educación (1879)
- Estudios sobre James Mill y Stuart Mill (James Mill. A biography, 1882)

## Honores

### Eponimia
- Bachillerato Alexander Bain en Ciudad de México y sus escuelas anexas.[3]